# Аджмер (округ)
Аджме́р (англ. Ajmer, хинди अजमेर जिला) — округ в индийском штате Раджастхан. Административный центр округа — город Аджмер, другие крупные города — Кишангарх, Беавар, Насирабад, Кекри, Виджайнагар. Согласно всеиндийской переписи 2001 года население округа составляло 2 180 526 человек. На территории округа расположено важное место паломничества индуизма — город Пушкар.